# Яковенко, Андрей Васильевич
Андрей Васильевич Яковенко (род. 10 марта 1965, Одинцово, Московская область) — советский и российский хоккеист, защитник. Мастер спорта СССР международного класса. Российский функционер, тренер.

## Биография
Воспитанник «Крыльев Советов», тренер Е. С. Полеев. Дебютировал за команду в переходном турнире сезон 1981/82, в следующем сезоне провёл 4 матча. В сезоне 1983/84 — в молодёжной команде ЦСКА, сезон 1984/85 провёл в команде второй лиги СКА МВО Калинин. Сезон 1985/86 отыграл за «Химик». Следующий сезон начал в «Динамо» Москва и вскоре перешёл в «Динамо» Харьков из первой лиги. Пять сезонов отыграл в «Химике», в начале сезона 1992/93 уехал в США, где играл за клубы «Рочестер Американс», «Гринсборо Монаркс» и «Сан-Диего Галлс». В сезоне 1993/94 выступал за клубы ЦСКА, «Русские Пингвины» и «Саут-Каролина Стингрейс». Следующий сезон начал в ЦСКА, затем перешёл в пражскую «Славию», где играл до 1999 года. В сезоне 1999/2000 играл за немецкий «Криммичау» и чешский «Гавиржов». Последнний клуб в карьере игрока — «Химик» (2000/01), где был играющим тренером.
Серебряный (1989) и бронзовый (1990) призёр чемпионата СССР.
Тренер-селекционер «Ак Барса» (2001/02 — 2002/03). Генеральный менеджер «Химика» (2003 — октябрь 2004). В ноябре 2004 — феврале 2008 — менеджер, генеральный менеджер «Северстали». С конца февраля 2008 по ноябрь 2011 — генеральный менеджер московского «Спартака». В сезоне 2010/11 дважды исполнял обязанности главного тренера — после ухода Милоша Ржиги, и из-за болезни Игоря Павлова, который позже был отправлен в отставку.
Руководитель скаутского бюро «Металлурга» Магнитогорск (2013/14) и «Авангарда» (2014/15). Тренер в «Авангарде» с ноября 2015 по август 2016, в сезоне 2017/18 — с января. Тренер в челябинском «Тракторе» в сезоне 2018/19 — по 24 сентября.